# パトリス・ワイモア
パトリス・ワイモア（Patrice Wymore、1926年12月17日 - 2014年3月22日）は、アメリカ合衆国の女優。

## 出演作品
- 恐怖の蝋人形
- オーシャンと十一人の仲間
- 哀しみの愛馬
- ザ・ビッグ・ツリー
- 銃の後に立つ男
- 勇魂よ永遠に
- 二人でお茶を